# Jevgenij Savtjenko
Jevgenij Nikolajevitj Savtjenko, född den 12 juli 1909, död den 9 januari 1994 i Kiev, var en ukrainsk entomolog som var specialiserad på harkrankar och storharkrankar.
Auktorsnamnet Savchenko kan användas för Jevgenij Savtjenko i samband med ett vetenskapligt namn inom zoologin; se Wikipedia-artiklar som länkar till auktorsnamnet.